# Eurydome (měsíc)
Eurydome (IPA: /jʊrɪdəmi/ ew-RID-ə-mee, řecky Ευριδομη), nebo též Jupiter XXXII, je přirozený satelit Jupiteru. Byl objeven v roce 2001 skupinou astronomů z Havajské univerzity vedených Scottem S. Sheppardem a dostal prozatímní označení S/2001 J 4, které platilo do srpna 2003, kdy byl definitivně pojmenován.
Eurydome má v průměru asi ~3 km, jeho průměrná vzdálenost od Jupitera činí 23,231 Mm, obletí jej každých 723,3 dnů, s inklinací 149° k ekliptice (147° k Jupiterovu rovníku) a excentricitou 0,3770. Eurydome patří do rodiny Pasiphae.